# Корарх
Корарх (азерб. Korarx) — село в Агдашском районе Азербайджана.

## Этимология
Название села происходит от слов «кор» (слепой; в другом значении — не имеющий продолжения) и слова «арх» (канал). Значение — канал, не имеющий продолжения.

## История
Село Кёр-арх в 1913 году согласно административно-территориальному делению Елизаветпольской губернии относилось к Колийкатинскому сельскому обществу Арешского уезда.
В 1926 году согласно административно-территориальному делению Азербайджанской ССР село относилось к дайре Агдаш Геокчайского уезда.
После реформы административного деления и упразднения уездов в 1929 году был образован Шыхлинский сельсовет в Агдашском районе Азербайджанской ССР.
Согласно административному делению 1961 года село Корарх входило в Шыхлинский сельсовет Агдашского района Азербайджанской ССР, но уже к 1968 году село входило в Пиркекинский сельсовет.
В 1999 году в Азербайджане была проведена административная реформа и был учрежден Корархский муниципалитет Агдашского района. В 2014 году Корархский муниципалитет был упразднен, а село вошло в Колгатинский муниципалитет.

## География
Корарх расположен на берегу канала Ширарх.
Село находится в 3 км от центра муниципалитета Колгаты, в 6 км от райцентра Агдаш и в 245 км от Баку. Ближайшая железнодорожная станция — Ляки.
Село находится на высоте 40 метров над уровнем моря.

## Население
| Численность населения | Численность населения | Численность населения |
| 1886                  | 1985                  | 2009                  |
| --------------------- | --------------------- | --------------------- |
| 177                   | ↗350                  | ↗641                  |

## Климат
| Показатель                                             | Янв. | Фев. | Март | Апр. | Май  | Июнь | Июль | Авг. | Сен. | Окт. | Нояб. | Дек. | Год  |
| ------------------------------------------------------ | ---- | ---- | ---- | ---- | ---- | ---- | ---- | ---- | ---- | ---- | ----- | ---- | ---- |
| Средний суточный максимум, °C                          | 7,0  | 8,3  | 12,6 | 20,6 | 25,6 | 30   | 33,6 | 32,5 | 28,2 | 21,1 | 14,3  | 9,1  | 20,2 |
| Средняя температура, °C                                | 3,0  | 4,3  | 8,1  | 14,8 | 19,7 | 24,1 | 27,3 | 26,3 | 22,4 | 16   | 10,1  | 5,1  | 15,1 |
| Средний суточный минимум, °C                           | −1   | 0,3  | 3,7  | 9    | 13,8 | 18,2 | 21,1 | 20,1 | 16,6 | 10,9 | 6,0   | 1,2  | 10,0 |
| Норма осадков, мм                                      | 24   | 29   | 33   | 42   | 56   | 43   | 23   | 26   | 27   | 56   | 33    | 26   | 418  |
| Источник: http://en.climate-data.org/location/992259/6 |      |      |      |      |      |      |      |      |      |      |       |      |      |

Среднегодовая температура воздуха в селе составляет +15,1 °C. В селе семиаридный климат.

## Инфраструктура
В советское время близ села располагалась птицефабрика.
В 2015 году в село налажена поставка природного газа.